# Tierwohllabel
Ein Tierwohl-Label (oder Tierwohllabel, im offiziellen Sprachgebrauch auch Tierwohlkennzeichen) ist ein Gütesiegel, das Käufern und Konsumenten von tierischen Produkten signalisieren soll, dass bei der Produktion das Tierwohl beachtet wurde. Tiergerechte Bedingungen in der Tierhaltung, bei Tiertransporten und bei der Schlachtung sind die wichtigsten Kriterien des Tierwohls.

## Tierwohl-Label in verschiedenen Ländern

### Deutschland
Der Begriff „Tierwohl“ ist in Deutschland weder gesetzlich definiert noch markenrechtlich geschützt.

#### Staatliches Tierwohlkennzeichen
Die Einführung eines staatlichen Tierwohl-Labels in Deutschland wurde bereits von mehreren Bundesagrarministern beabsichtigt.
Am 24. August 2023 trat das Gesetz zur Kennzeichnung von Lebensmitteln mit der Haltungsform der Tiere, von denen die Lebensmittel gewonnen wurden (Tierhaltungskennzeichnungsgesetz – TierHaltKennzG) in Kraft. Damit gibt es nun ein staatliches Tierhaltungskennzeichen in Deutschland.
Die Kennzeichnung mit dem fünfstufigen staatlichen Tierwohllabel ist nach Ablauf einer Übergangsfrist ab August 2025, zunächst für frisches Schweinefleisch, verpflichtend. Die fünf Haltungsstufen sind Stall, Stall+Platz, Frischluftstall, Auslauf/Weide und Bio.

#### Haltungsformkennzeichnung der Initiative Tierwohl
Entwickelt wurde die Kennzeichnung von der Initiative Tierwohl, einem Zusammenschluss der Landwirtschaft, Fleischwirtschaft und der Lebensmittelketten Aldi Nord/Süd, Edeka/Netto, Kaufland/Lidl, Rewe/Penny. Weitere Unternehmen aus Handel und Gastronomie haben sich der Initiative angeschlossen. Die Markenrechte an dem Label liegen bei der Gesellschaft zur Förderung des Tierwohls in der Nutztierhaltung mbH. Deren Gesellschafter sind:
- Bundesverband Deutscher Wurst- & Schinkenproduzenten (BVWS)[7]
- Deutscher Bauernverband
- Deutscher Raiffeisenverband
- Handelsvereinigung für Marktwirtschaft
- Verband der Fleischwirtschaft
- Zentralverband der Deutschen Geflügelwirtschaft

Abgepackte Eigenmarkenprodukte von Schwein, Rind und Hühnern wurden seit April 2019 mit einem zunächst vierstufigen Label ausgezeichnet. Diese Kennzeichnung bezieht sich nicht auf frische Produkte aus der Verkaufstheke, ebenfalls sind Produkte, die nicht zu den Eigenmarken gehören, nicht gekennzeichnet.
Zu den Stufen 1 – 4 gehört eine farbliche Kodierung von rot-blau-orange-grün. Haltungsform 1 ist die Stallhaltung, Haltungsform 2 nennt sich Stallhaltung plus, Haltungsform 3 Außenklima und Haltungsform 4 Premium.
Diese Haltungsformkennzeichnung wird sowohl von Tierschutzorganisationen und Verbraucherschützern kritisiert. Gekennzeichnet wird in allen Stufen nur die Zeit während der Mast. So ist in allen vier Stufen weder das Schnabelkürzen bei Hühnern noch die betäubungslose Kastration oder das Kupieren der Schwänze bei Schweinen explizit verboten. Die Sauenhaltung im Kastenstand wird ebenfalls nicht berücksichtigt. Eine Umfrage von greenpeace zeigte, dass fast 90 % des Schweinefleisches aus Haltungsform 1 stammen, so dass für Verbraucher keine richtige Wahl zwischen den einzelnen Formen besteht. Eine externe Kontrolle der gekennzeichneten Produkte und der Herstellung findet nicht statt. 2023 hat Aldi angekündigt, Ware aus der Haltungsform 1 bis 2025 und Ware aus der Haltungsform 2 bis 2030 vollständig aus dem Sortiment zu nehmen.
Ab Sommer 2024 werden die Haltungsform-Kennzeichnung und die staatliche Pflichtkennzeichnung aufeinander abgestimmt, aus vier werden fünf Stufen. Dadurch können beide Logos gemeinsam abgedruckt werden. Im zweiten Halbjahr 2025 sollen dann nur noch 5-stufig gekennzeichnete Produkte im Handel zu finden sein. Die Haltungsform 4, bisher „Premium“, für konventionelle und Bio-Produkte, wird dafür wie beim staatlichen Zeichen aufgespalten in die neue hellgrün gekennzeichnete Haltungsform „4 – Auslauf/Weide“ für die konventionell erzeugten Produkte, und die neue dunkelgrün gekennzeichnete Stufe „5 – Bio“ für die ökologisch erzeugten Produkte. Gleichzeitig wurden die Anforderungen der einzelnen Stufen inhaltlich an das neue staatliche Tierhaltungskennzeichen angeglichen.

#### Weitere Kennzeichnungen in Deutschland
Des Weiteren existieren das Neuland-Label und das Label Tierschutz-kontrolliert der Organisation Vier Pfoten.
Der Deutsche Tierschutzbund hat das Tierschutzlabel Für Mehr Tierschutz im Multistakeholder-Ansatz entwickelt. Es umfasst die gesamte Kette von der Haltung bis zur Verarbeitung für Legehennen, Masthühner, Schweine, Milchkühe und Mastrinder. Die Einhaltung der Kriterien des Tierschutzlabels Für Mehr Tierschutz wird mindestens 2× jährlich unangemeldet kontrolliert.
Es ist in zwei Stufen mit unterschiedlich strikten Anforderungen unterteilt. Die erste Stufe soll beispielsweise sicherstellen, dass in der Schweineproduktion den Tieren 45 Prozent mehr Platz im Vergleich zu den gesetzlichen Mindestanforderungen eingeräumt wird. Die Tiere sollen eigene Bereiche zum Liegen, Fressen und Koten haben. Ferner soll den Tieren Beschäftigungsmaterial angeboten werden und es gibt eine Bestandsobergrenze von 3000 Schweinen pro Betrieb. In der zweiten Stufe des Labels soll sichergestellt werden, dass die Tiere doppelt so viel Platz im Vergleich zu den gesetzlichen Mindestanforderungen haben und dass nicht mehr als 2000 Tiere pro Betrieb gehalten werden.
Von Naturland, Bioland und Demeter existieren weitere Gütesiegel, die Produkte aus biologischer bzw. biologisch-dynamischer Tierhaltung kennzeichnen.
Die kostenlose Web-Anwendung Literaturdatenbank Tierwohlindikatoren wurde vom Projektteam „Nationales Tierwohl-Monitoring“ erarbeitet und vom Kuratorium für Technik und Bauwesen in der Landwirtschaft (KTBL) umgesetzt. Das Online-Tool soll vor allem Wissenschaftlern, aber auch Praktikern und der interessierten Öffentlichkeit einen umfassenden Überblick über den Stand des Wissens geben. Für zahlreiche Tierarten können Tierwohlindikatoren gefiltert und Steckbriefe heruntergeladen werden. Dabei sind alle Filter frei kombinierbar: Haltung, Transport und Schlachtung von Kälbern, Mastrindern, Milchkühen, Saug- und Aufzuchtferkeln, Sauen, Mastschweinen, Legehennen, Masthühnern, Puten sowie Regenbogenforellen und Karpfen aus der Aquakultur.

### Österreich

Vergleich von verschiedenen österreichischen Gütesiegeln aus 2020

Das AMA-Gütesiegel zählt zu den bekanntesten Gütesiegeln in Österreich und kennzeichnet hauptsächlich die österreichische Herkunft des Produktes. Es geht kaum über die gesetzlichen Vorgaben hinaus. Das Zusatzmodul „Mehr Tierwohl“ sowie das AMA-Biosiegel stehen für bessere Haltungs- oder Transportbedingungen.
Viele Einzelhandelsketten haben eigene Tierwohllabel: Spar hat z. B. Natur*pur und Spar schaut drauf, Billa hat Ja! Natürlich und Fair zum Tier! und Hofer hat Zurück zum Ursprung und FairHOF.
Die Bio-Vorgabe der EU-Verordnung achtet auf eine natürliche Haltung.
Das Vier-Pfoten-Siegel stellt das Tierwohl bei Haltung, Transport und Schlachtung sicher.

### Dänemark
In Dänemark gibt es ein staatliches Tierschutzlabel. Der Verbraucher wird mit grünen Herzen auf den Produkten auf die Haltungsbedingungen hingewiesen. Der Staat kontrolliert die Landwirte und ist für das Marketing zuständig.

### Niederlande
In den Niederlanden gibt es das Tierschutzlabel „Beter Leven“ (deutsch: Besser leben). Laut dem Agrarökonomen Achim Spiller ist das Label „am Markt ausgesprochen erfolgreich. Wenn Sie in Holland durch die Regale gehen, sehen Sie das an allen Ecken und Enden. Das hat viel größere Marktanteile als in Deutschland bisher.“

### Schweiz

#### Tierwohl-Label des Bundes
Es gibt in der Schweiz zwei Tierwohlprogramme, die der Bund seit den neunziger Jahren mit Direktzahlungen (Produktionssystembeiträge) finanziell unterstützt: „BTS“ (Besonders tierfreundliche Stallhaltungssysteme) und „RAUS“ (Haltung mit regelmäßigem Auslauf ins Freie). Die beiden Programme zielen allein auf genügend Bewegung und den Zugang ins Freie ab. Faktoren wie die Gesundheit, Fütterung oder Betreuung werden nicht berücksichtigt. Bei Kühen fördert BTS z. B. die Umstellung von einer Anbindehaltung auf eine Laufstallhaltung. Den Weidegang einschränken möchte u. a. SVP-Ständerat und Präsident des Verbandes Schweizer Gemüseproduzenten (VSGP) Werner Salzmann. Er möchte mit einer Motion erreichen, dass der Weidezeitpunkt für das RAUS-Programm ab der Bergzone 1 so angepasst wird, dass wenn vegetationsbedingt im Mai und Oktober kein Weidegang möglich ist, die Bestimmungen vom Raus 13 mal Laufhof pro Monat anteilsmässig zu erfüllen sind. Auch Nationalrat Pius Kaufmann (Mitte) und Ständerat Damian Müller (FDP) haben parlamentarische Motionen eingereicht, womit sie erreichen wollen, dass der Auslauf auf eine Weide oder einen Aussenlauf durch einen so genannten Innen-auslauf kompensiert werden kann. Der Schweizer Tierschutz (STS) kritisiert die BTS-Haltungsformen in der Geflügelproduktion. Rund 93 % des Label-Geflügels von der Migros stammt aus Optigal-Betrieben, die nach BTS produzieren, weswegen Micarna bereits mehrfach in der Kritik stand (→ Micarna#Kritik).

#### Tierwohl-Label aus der Privatwirtschaft
Im Mai 2021 begann Lidl Schweiz das STS-Tierwohlrating, welches bis dahin nur im Internet veröffentlicht wurde, direkt auf den Fleischverpackungen anzubringen. Auch Migros setzt auf ein Tierwohl-Label und arbeitet dabei mit dem HAFL zusammen.

### USA
In den USA existieren Tierwohl-Label (engl. Animal-Welfare Labels).

## Kritik
Kritik am Tierwohl-Label gibt es von Tierschutzorganisationen, die stattdessen die Einführung einer verpflichtenden Haltungskennzeichnung fordern.